# Spilophorella unidentata
Spilophorella unidentata är en rundmaskart som beskrevs av Platonova 1971. Spilophorella unidentata ingår i släktet Spilophorella och familjen Chromadoridae. Inga underarter finns listade i Catalogue of Life.